# Rolleiflex

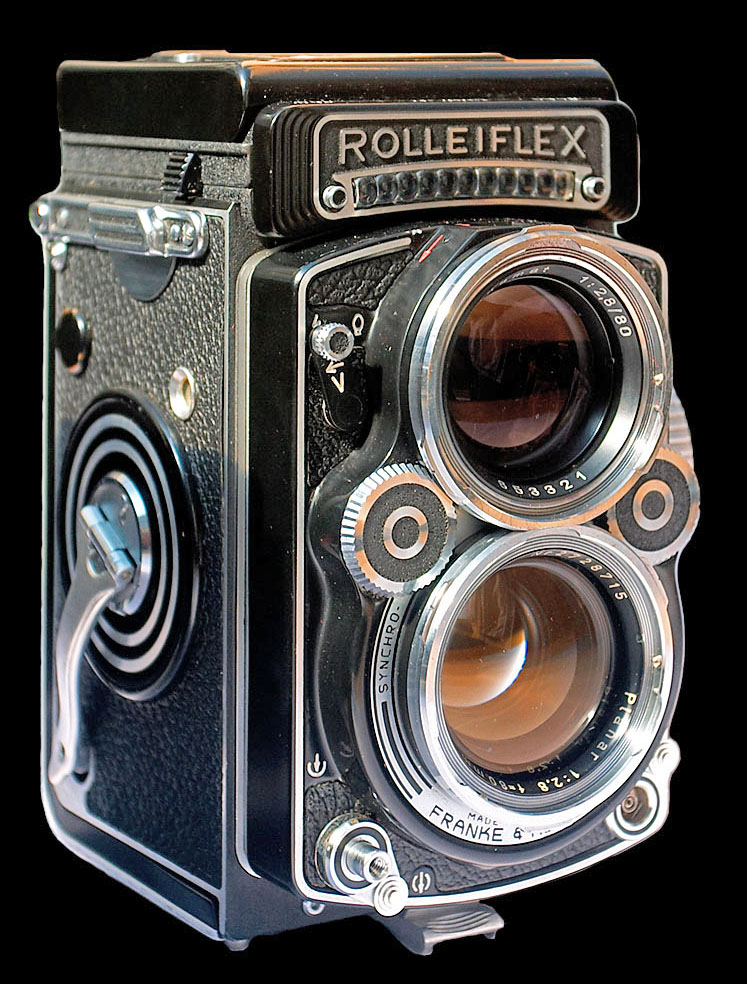
Rolleiflex-kamera.

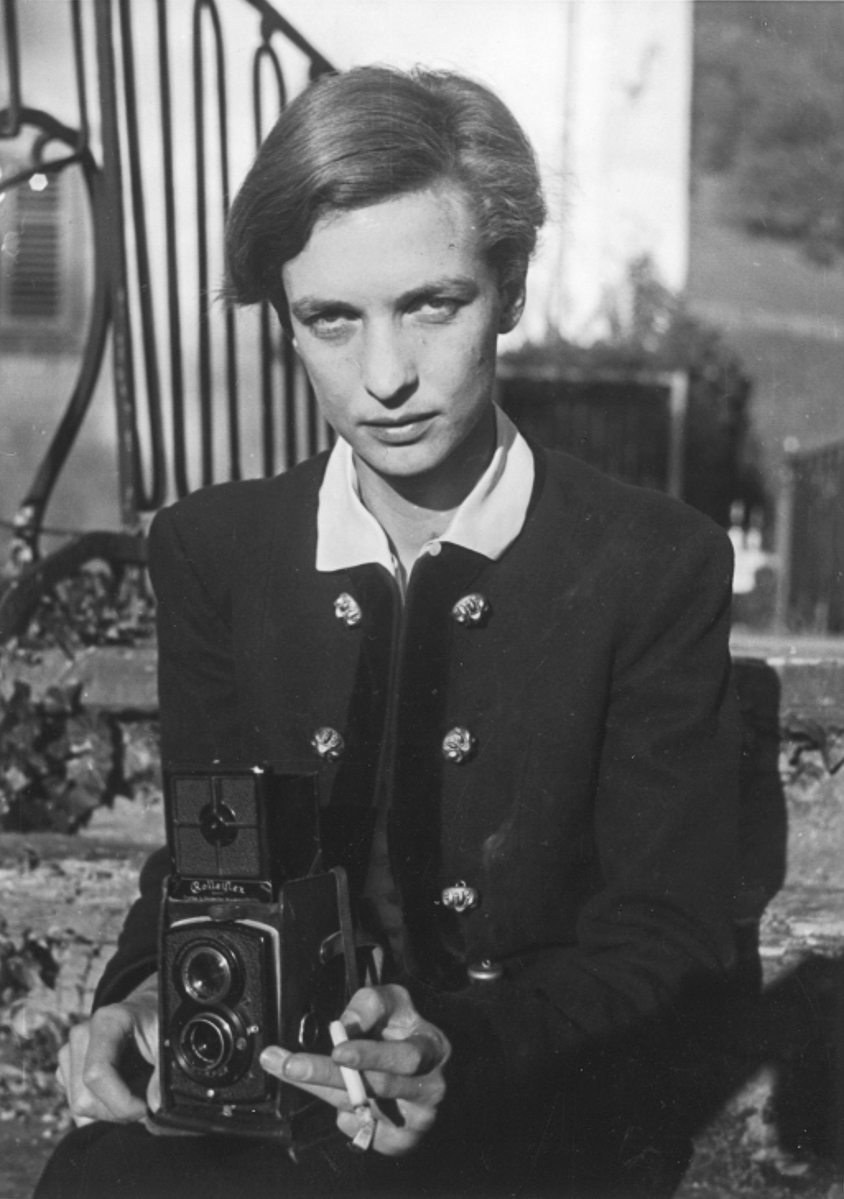
Porträttav den schweiziska fotografen Annemarie Schwarzenbach med en Rolleiflex Standard 621, 1930-talet

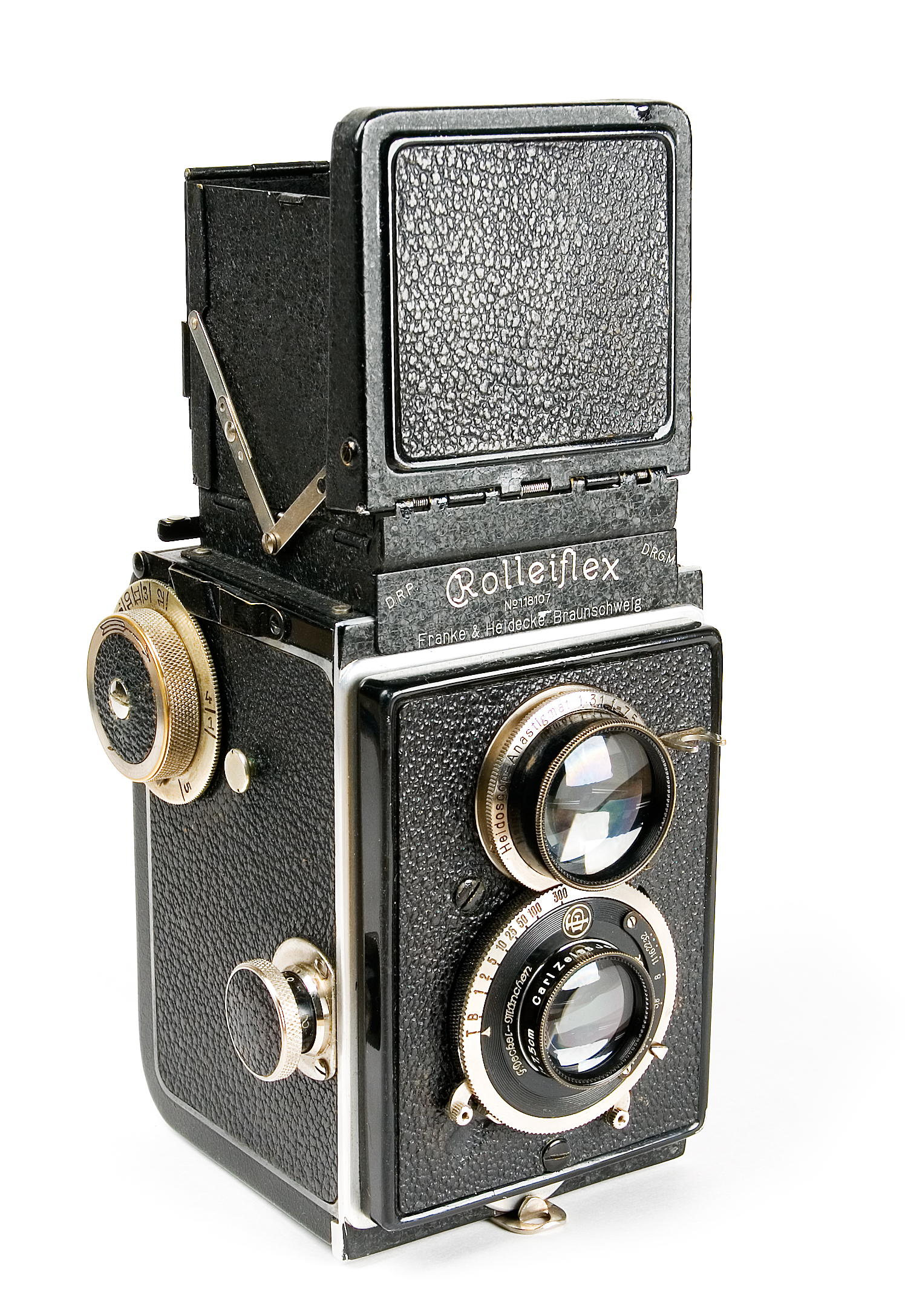
Den ursprungliga Rolleiflexmodellen med Carl Zeiss Jena Tessar f/3.8

Rolleiflex är ett varumärke för kameror tillverkade av den tyska firman Franke & Heidecke (som numera heter Rollei GmbH).
Tvåögda spegelreflexkameror har funnits sedan fotografins barndom, men Rolleiflex blev vid lanseringen 1928 en omedelbar framgång och bildade skola. Under 1950-talet var Rolleiflex en mycket vanlig professionell kameramodell och användes av många fotojournalister. Efterhand tog mätsökarkameror och enögda spegelreflexkamerorna över mer och mer, antingen i form av småbildskameror (Nikon,Canon, Pentax med flera) eller för mellanformat (Hasselblad, senare även Mamiya, Bronica, Pentax med flera.)
År 1966 släppte Rollei Rolleiflex SL66, sin första enögda spegelreflexkamera för mellanformat (6×6). Namnet Rolleiflex användes senare även om några småbildskameror. Kameror från Rollei har även marknadsförts under andra varumärken, till exempel Rolleicord.

## Tvåögda spegelreflexkameror(TLR)

### Rolleiflex Original och Rolleiflex 3,5
- Rolleiflex Original 6×6 (1928–32)
- Rolleiflex Standard Modell 620 (1932–38)
- Rolleiflex Standard Modell 621 (1932–35)
- Rolleiflex Standard Modell 622 (1934–38)
- Rolleiflex Automat 6×6 Modell 1 (1937–39)
- Rolleiflex Automat Modell 2 (1939–45)
- Rolleiflex Ny Standard (1939–41)
- Rolleiflex Automat Modell 3 (1945–49)
- Rolleiflex Automat Modell X (1949–51)
- Rolleiflex 3,5A (populärt kallad "MX") (1951–54)
- Rolleiflex 3,5B (i USA kallad MX-EVS) (1954–56)
- Rolleiflex 3,5 E (1956–59)
- Rolleiflex 3,5 E2 (1959–60)
- Rolleiflex 3,5 E3 (1961–65)
- Rolleiflex T 1 (1958–66)
- Rolleiflex T 2 (1966–71)
- Rolleiflex T 3 (1971–76)
- Rolleiflex 3,5F Modell 1 (1958–60)
- Rolleiflex 3,5F Modell 2 (1960)
- Rolleiflex 3,5F Modell 3 (1960–64)
- Rolleiflex 3,5F Modell 4 (1965–76)
- Rolleiflex 3,5F Modell 5 (1979)

### Rolleiflex 2,8
- Rolleiflex 2,8A Typ 1 (1949–51)
- Rolleiflex 2,8A Typ 2 (1951)
- Rolleiflex 2,8B (1952–53)
- Rolleiflex 2,8C (1952–55)
- Rolleiflex 2,8D (1955–56)
- Rolleiflex 2,8E (1956–59)
- Rolleiflex 2,8E 2 (1959–60)
- Rolleiflex 2,8E 3 (1962–65)
- Rolleiflex 2,8F (1960–81)
- Rolleiflex 2,8F 2/3 (1966–76)
- Rolleiflex 2,8F 4 (1976–80)
- Rolleiflex 2,8F Aurum (1982–84)
- Rolleiflex 2,8F Platin (1984–90)
- Rolleiflex 2,8GX (1987–2002)

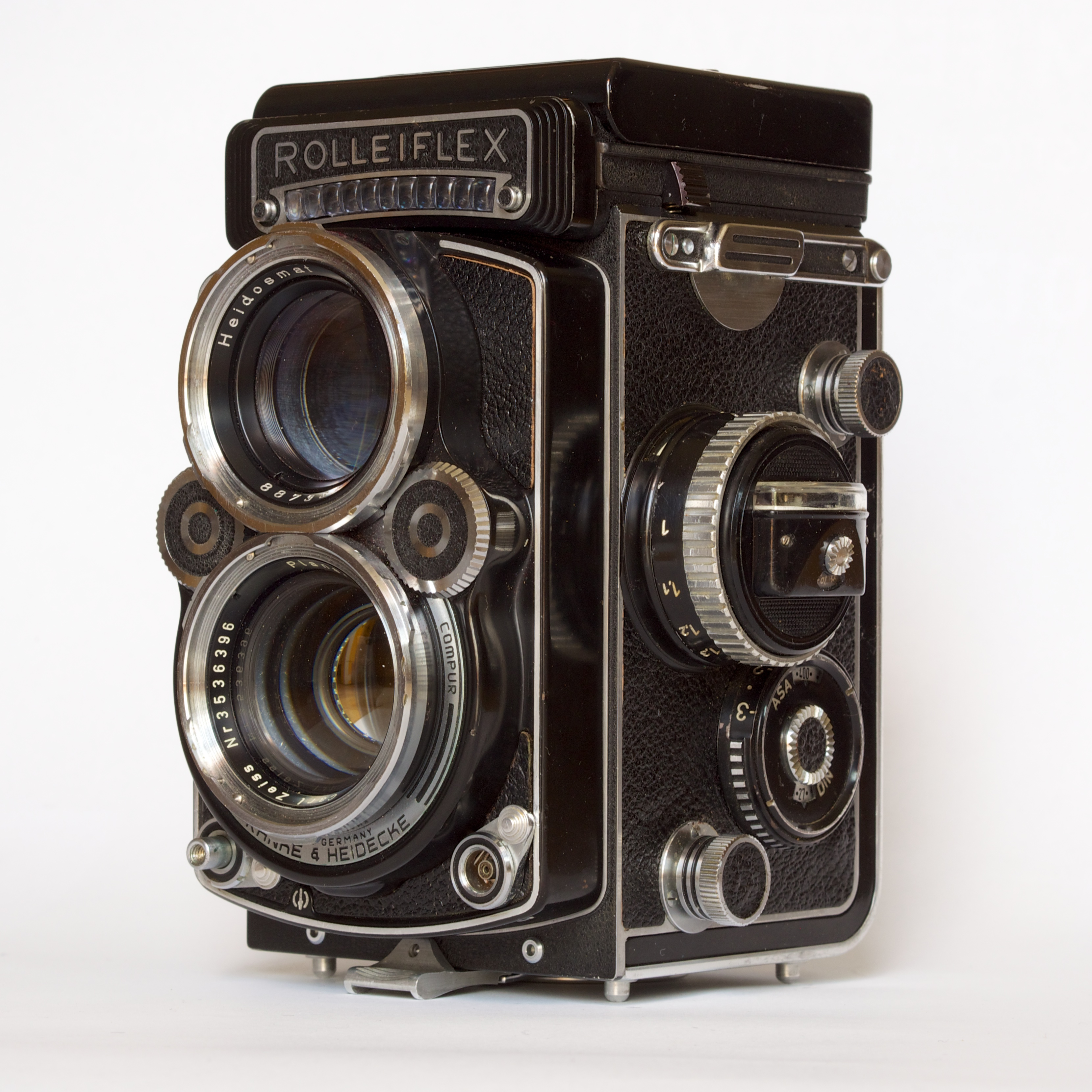
Rolleiflex 2.8 F.

- Rolleiflex 2,8GX Edition 1929–1989 (1989–91)
- Rolleiflex 2,8GX Helmut Newton Edition (1992–93)
- Rolleiflex 2,8FX (2002–idag)

### Rolleiflex "Baby"
- Rolleiflex Baby 4x4 1931 (1931–32)
- Rolleiflex Baby 4x4 1933 (1933–34)
- Rolleiflex Baby 4x4 1934/7 (1934–38)
- Rolleiflex Baby 4x4 1938 (1938–43)
- Rolleiflex Baby 4x4 1957 Grå (1957–61)
- Rolleiflex Baby 4x4 1963 Svart (1963)

### Tele-Rolleiflex
- Tele-Rolleiflex (1959–74)

### Vidvinkel-Rolleiflex
- Vidvinkel-Rolleiflex (1961–67)
- Rolleiflex 4.0 FW (2002–idag)

## Enögda spegelreflexkameror (SLR), mellanformat

### Rolleiflex SL
- Rolleiflex SL66 (1966–86)
- Rolleiflex SL66E (1982–86)
- Rolleiflex SL66X (1982–92)
- Rolleiflex SL66SE (1986–93)
- Rolleiflex SL66X (1986–93)

### Rolleiflex 6000
- Rolleiflex 6006 (1983)
- Rolleiflex 6002 (1985)
- Rolleiflex 6008 (1988)
- Rolleiflex 6003 (1993)
- Rolleiflex 6008 integral (1995)
- Rolleiflex 6008AF (2002)
- Rolleiflex 6001

## Enögda spegelreflexkameror (SLR), småbild

### Rolleiflex SL
- Rolleiflex SL35 (1970)
- Rolleiflex SL35 M (1976)
- Rolleiflex SL35 ME (1976)
- Rolleiflex SL35 E (1979)
- Rolleiflex SL 2000
- Rolleiflex SL 2000 F (1982)

### Rolleiflex 3000
- Rolleiflex 3003 (1984)
- Rolleiflex 3000 P poliskamera (1985)
- Rolleiflex 3001 (1984)